# Schwetzinger Sand
Der Schwetzinger Sand bezeichnet eine naturräumliche Untereinheit (224.1) der Haupteinheit Neckar-Rhein-Ebene (224) innerhalb der Oberrheinischen Tiefebene. Er erstreckt sich auf einer in West-Ost-Richtung schmalen, die Speyerer Rheinniederung mit dem Rhein nach Osten begrenzenden Niederterrasse, die von Süden zwischen Ketsch (W) und Oftersheim (O) über Brühl (W) und Schwetzingen (O) nach Norden bis in die südöstlichen Mannheimer Stadtbezirke Rheinau (W) und Friedrichsfeld (O) reicht.
In diesem Bereich finden sich zahlreiche den Schottern der Niederterrasse aufliegende Flugsandfelder und Binnendünen, die im Norden eine Höhe von 10 Meter erreichen können. Sie sind stellenweise von speziellen Waldformationen, vorrangig Kiefernwald, bedeckt. Nicht geschützte Bereiche werden sowohl als Gewerbegelände als auch ackerbaulich genutzt. Meist wachsen hier Sonderkulturen wie Spargel oder Tabak.

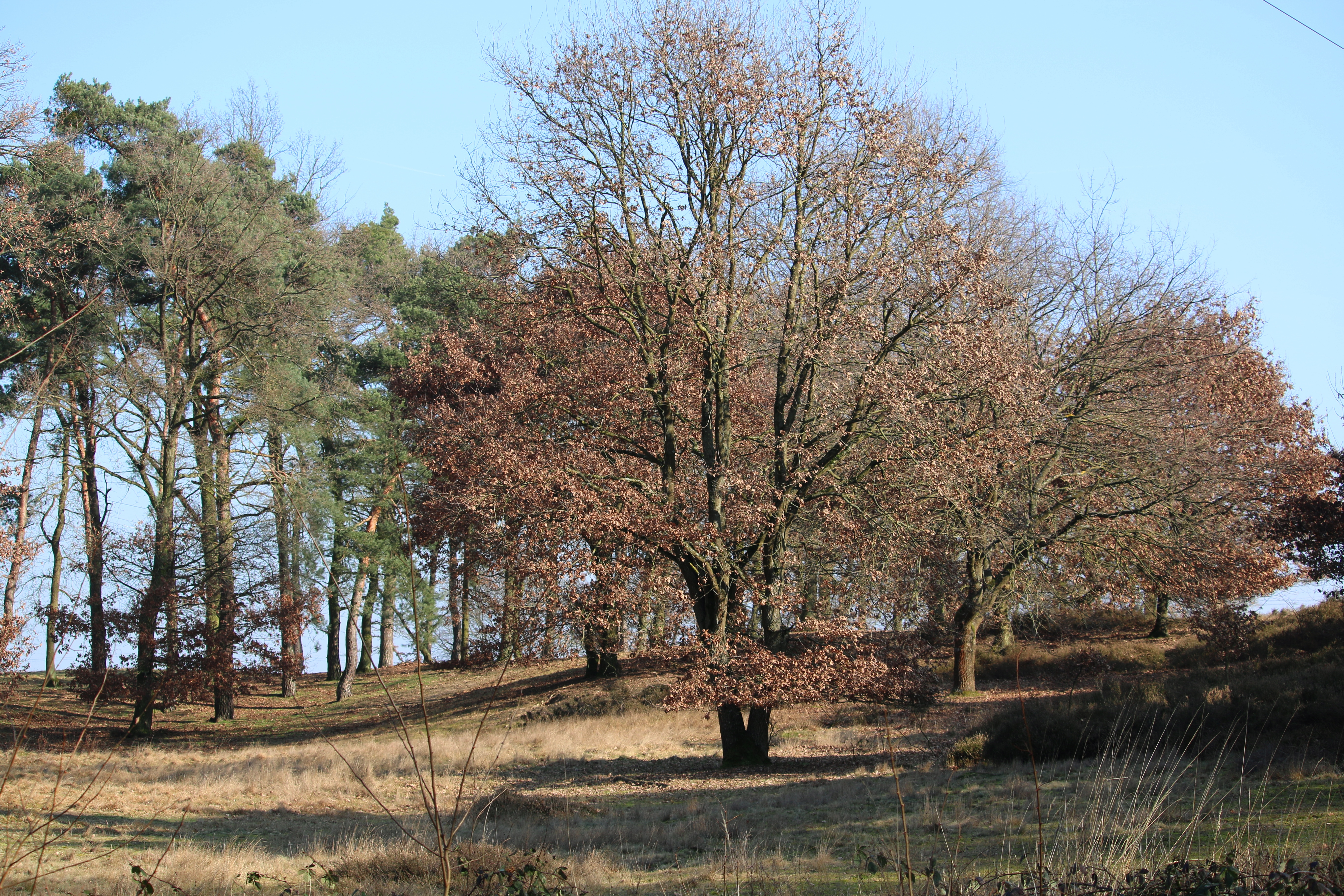
Naturschutzgebiet Hirschacker und Dossenwald bei Schwetzingen, Binnendüne